# 斉藤清子
斉藤 清子（さいとう きよこ、1967年10月5日 - ）は、日本の元女優。東京都出身。O型。

## 略歴
東京サンシャインボーイズに参加、1989年舞台「天国から北へ3キロ」で初演。

## 出演

### 舞台
- 天国から北へ3キロ（1989年） - 乃木早苗 役
- 眠りラクダのはじける音（1989年）
- 彦馬がゆく（1990年） - しのぶさん（陽一郎の恋人） 役
- 12人の優しい日本人（1990年） - 陪審員8号 役
- ブロードウェイの生活（再演）（1990年） - ボンソワール夫人（金森夫人） 役
- 12人の優しい日本人（1991年） - 陪審員8号 役
- ショウ・マスト・ゴー・オン〜幕をおろすな（1991年） - 久野あずさ 役
- 小さな戦場と大きな女（1991年） - 川上すみれ 役
- なにもそこまで（1992年） - 目黒ちえ 役
- 12人の優しい日本人（1992年） - 陪審員8号 役
- もはやこれまで（1992年） - めかしこんだ女（イヴ・サンドール）役
- ラヂオの時間（1993年） - 千本のっこ 役
- 彦馬がゆく（1993年） - 菊（彦馬の妻） 役
- ショウ・マスト・ゴー・オン〜幕をおろすな（1994年） - 進藤あさ子（進藤の妻） 役
- 東京サンシャインボーイズの「罠」（1994-1995） - 岸本しげる 役
- returns（2009年）

### ドラマ
- ショウ・マスト・ゴー・オン〜幕をおろすな（1992年）
- HR  - 寸原先生（生活指導） 役
- 古畑任三郎（1996年、第2シリーズ 第6話） - 堀部靖子 役